# Cravagliana
Cravagliana é uma comuna italiana da região do Piemonte, província de Vercelli, com cerca de 270 habitantes. Estende-se por uma área de 34 km², tendo uma densidade populacional de 8 hab/km². Faz fronteira com Balmuccia, Cervatto, Fobello, Rimella, Rossa, Sabbia, Valstrona (VB), Varallo Sesia, Vocca.
É um local de muitas belezas naturais, lugar turístico.

## Demografia
| Variação demográfica do município entre 1861 e 2011                               |
|                                                                                   |
| Fonte: Istituto Nazionale di Statistica (ISTAT) - Elaboração gráfica da Wikipedia |

## Link
- «Foto»